# Tiefenbach (Jagst)
Der Tiefenbach ist der letzte permanent wasserführende Zufluss der Jagst und fließt im  Neckar-Odenwald-Kreis und im Landkreis Heilbronn. Er mündet von rechts gegenüber von Untergriesheim.

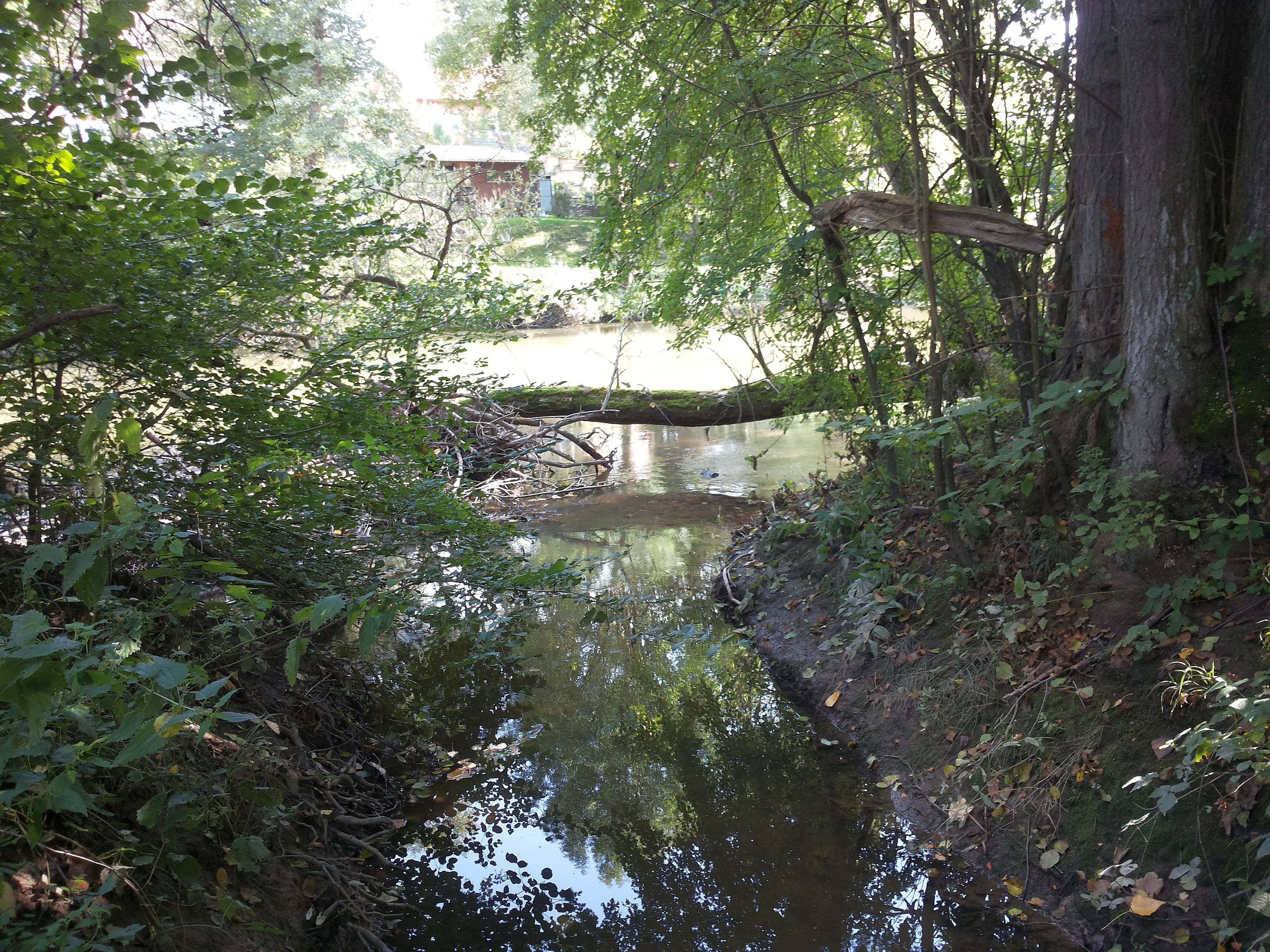
Mündung des Tiefenbachs in die Jagst bei Untergriesheim

## Bachlauf, Flora und Allgemeines
Der Tiefenbach entsteht am Rand zum Wald im Muldengewann Roschlesgrund etwa 2 km südwestlich von Billigheim-Sulzbach im Neckar-Odenwald-Kreis. Von Anfang an und bis zur Mündung fließt er in südliche Richtungen. Er passiert zunächst westlich die Höfe Assulzerhof, Selbacherhof und Gänslacherhof, die zu Allfeld gehören, und hält sich dabei ungefähr an den östlichen Rand des Kronwaldes, der sich auf einem Höhenrücken südwestlich bis weit zum Neckartal erstreckt. Noch im Nahbereich der Höfe wechselt der Bach in den Landkreis Heilbronn über und durchfließt bald darauf Tiefenbach, einen Ortsteil von Gundelsheim. 
Unterhalb von Tiefenbach hat sich das Tal dann schon tief eingegraben, auf seinen Hängen steht fortan bis zur Mündung Wald, teilweise auch auf der rechten Höhe. Bei der Müssigmühle verlässt die den Ort Tiefenbach mit Höchstberg verbindende Straße das Tal und lässt den untersten Abschnitt bis zur Mündung in idyllischem Zustand. Die unteren Hangabschnitte sind hier im Frühling meist von riesigen Bärlauchteppichen bedeckt. Neben den häufigen, standorttypischen Arten blühen später im Jahr an den Hängen vereinzelt die Breitblättrige Stendelwurz und das Weiße Waldvögelein. Als Besonderheit treten am Hang Tuffquellen zu Tage. In diesen Bereichen findet man auch eine spezielle Flora mit Wasserminze, Bachbunge, Sumpfdotterblume, Riesen-Schachtelhalm, Wasserdost oder Bittersüßem Nachtschatten und anderen Arten. Der im Unterland eher seltene Wald-Geißbart hat in einer Seitenklinge einen Standort. Auf dem letzten Talabschnitt steht auf dem linken Hang ein längerer Eichenwald, die Ausmündung zum Jagsttal ist dann von einem kleinen Riegel naturnahen Auwaldes versperrt. Einer der wahrscheinlich ausgedehntesten Bestände des urzeitlich anmutenden Riesen-Schachtelhalmes im Norden Württembergs wächst unweit der Mündung an einer quelligen Stelle am Ilgenberg. Ab ca. 500 Meter vor der Mündung in die Jagst haben sich durch die Überschwemmungen und Hochwasser zum Teil auch Bachforellen angesiedelt, da der Bach vor seiner Mündung deutlich breiter und tiefer ist. Der Tiefenbach unterquert die Jagsttalstraße an der Hammerschmiede und mündet dann gegenüber dem nördlichen Ortsrand von Untergriesheim in die Jagst.
Der Tiefenbach misst etwa 9,7 Kilometer Länge, sein oberirdisches Einzugsgebiet hat eine Fläche von 15,4 km². Er ist der letzte permanent wasserführende Zufluss der Jagst, die bald nach der Mündung den Pegel Untergriesheim passiert.
Keinen ganzen Kilometer oberhalb der Mündung des Tiefenbaches fließt der Jagst die Schefflenz zu, die mit ihren Nebenbächen sein Einzugsgebiet im Osten begrenzt. Die westliche Wasserscheide des Tiefenbaches verläuft zum Neckar und seinen hier kurzen Zuflüssen; der in Gundelsheim mündende Lohgraben und der unter dem Gundelsheimer Michaelsberg mündende Anbach sind die einzigen größeren darunter. Nordwestlich der Tiefenbachquelle strebt die Elz nach Südwesten und durch Mosbach ihrer Neckarmündung bei Neckarelz zu.

## Zuflüsse

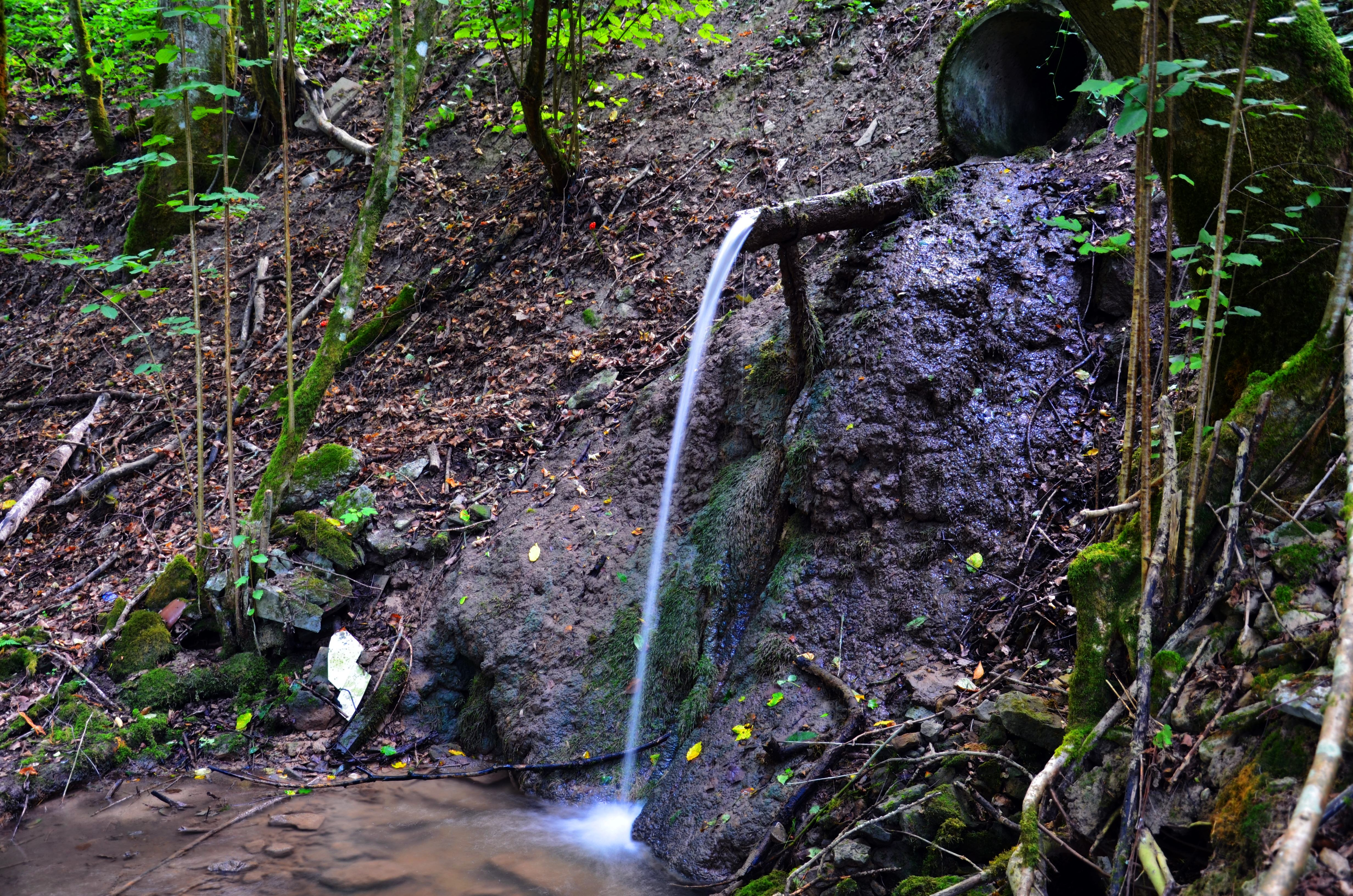
Zufluss zum Tiefenbach am Rande des Gewanns Klingenäcker

Von der Quelle zur Mündung. Länge, Einzugsgebiet nach dem Online-Kartenserver des LUBW, Höhe nach dem Höhenlinienbild dort. Andere Quellen sind vermerkt.
Quelle des Tiefenbachs auf ca. 295 m ü. NHN,  etwa 1,9 km südwestlich des Billigheimer Ortsteils Sulzbach am Rand des Flurmuldengewanns Roschlesgrund zum Waldgewann Neuer Wald. Der Bach fließt auf Billigheimer Gemarkung zunächst südöstlich.
- Häldegraben, von links und Nordosten auf ca. 270 m ü. NHN beim Eintritt in die enge Wiesenaue zwischen Langem Schlag im Westen und Assulzerwald im Osten, 0,7 km. Entsteht auf ca. 302 m ü. NHN am Rande einer kleinen Waldinsel und ist nicht viel kürzer als der Hauptast. Ab hier fließt der Tiefenbach ungefähr südlich.
- Seelbach, von rechts und Nordnordwesten auf ca. 232 m ü. NHN in Tiefenbach, 1,8 km. Entsteht auf ca. 268 m ü. NHN am Rande des Flurgewanns Hirschbreischüssel zum Selbach-Wald im Westen.
- Hembernbach, von links und Nordnordosten auf wenig über 210,2 m ü. NN[5], 1,0 km. Die Quelle liegt auf rund 250 m ü. NHN, von ihr an durchläuft er eine erst ganz, dann an den Hängen bewaldete Klinge. Kleiner Staudamm kurz vor der Mündung in die Jagst

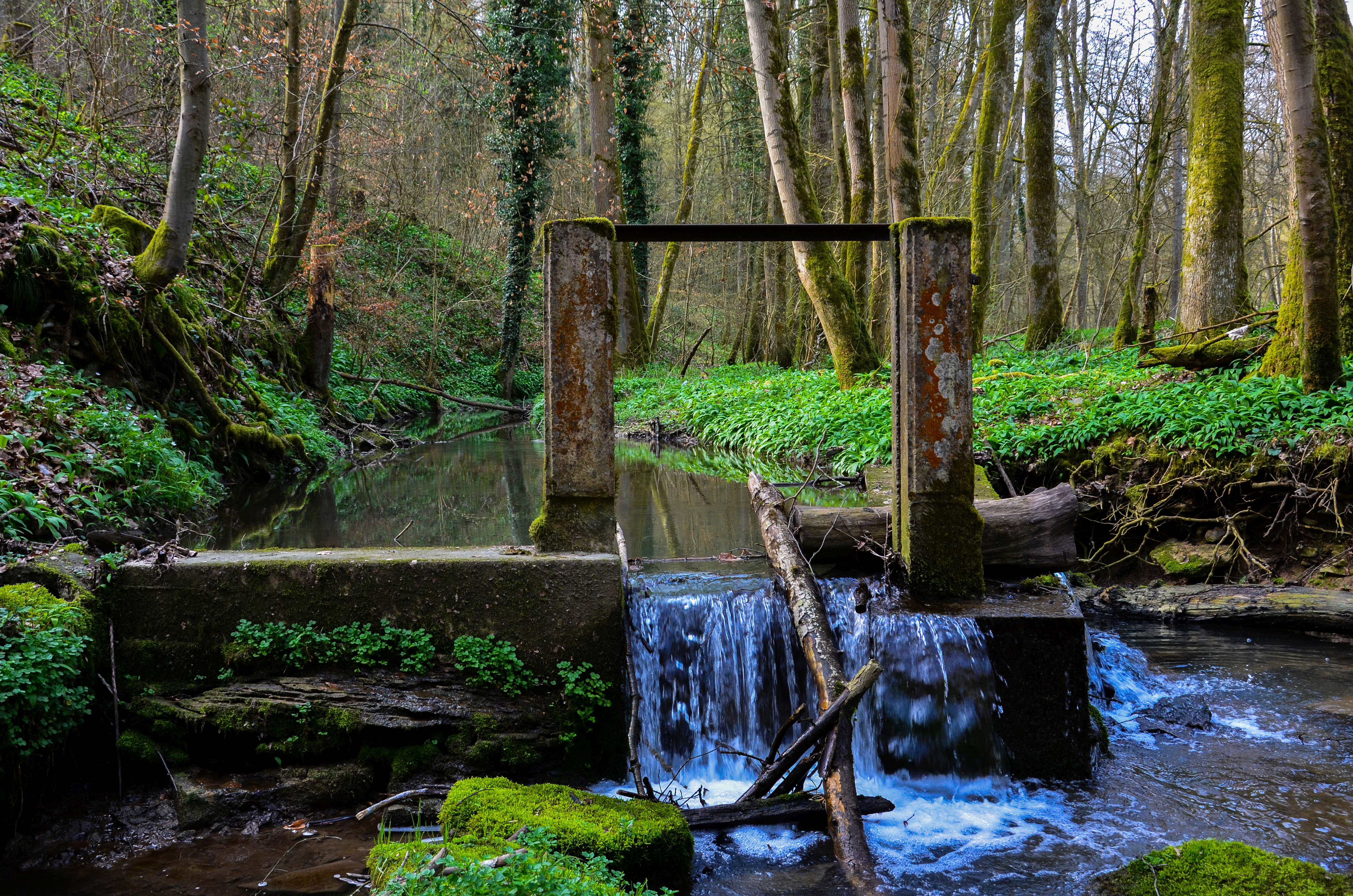
Kleiner Staudamm kurz vor der Mündung in die Jagst

- (Bach entlang dem Rand des Gewanns Klingenäcker), von rechts und Nordnordwesten auf wenig über 180 m ü. NHN etwa 1,3 km östlich von Bachenau, 1,1 km. Entsteht zwischen der K 2033 Tiefenbach–Bachenau im Westen und dem Plattenwald im Osten aus zwei teils unbeständigen Oberläufen, die höchstens auf etwas über 265 m ü. NHN entspringen. Nach diesem Zufluss läuft der Bach mehr und mehr südöstlich.

Mündung des Tiefenbachs auf 150,7 m ü. NN von rechts und zuletzt Nordosten gegenüber dem Nordende von Untergriesheim in die unterste Jagst. Der Tiefenbach ist 9,7 km lang und hat ein 15,4 km² großes Einzugsgebiet.

## Stillgewässer
Einen halben Kilometer südlich von Tiefenbach bei der Hauptstraße nach Höchstberg liegt direkt neben dem Bach einen Forellenteich, der dem Fischereiverein Gundelsheim gehört. Der Teich hat aber keine Verbindung zum Bachlauf, sondern wird von einer Quelle aus den umliegenden Hügeln gespeist.

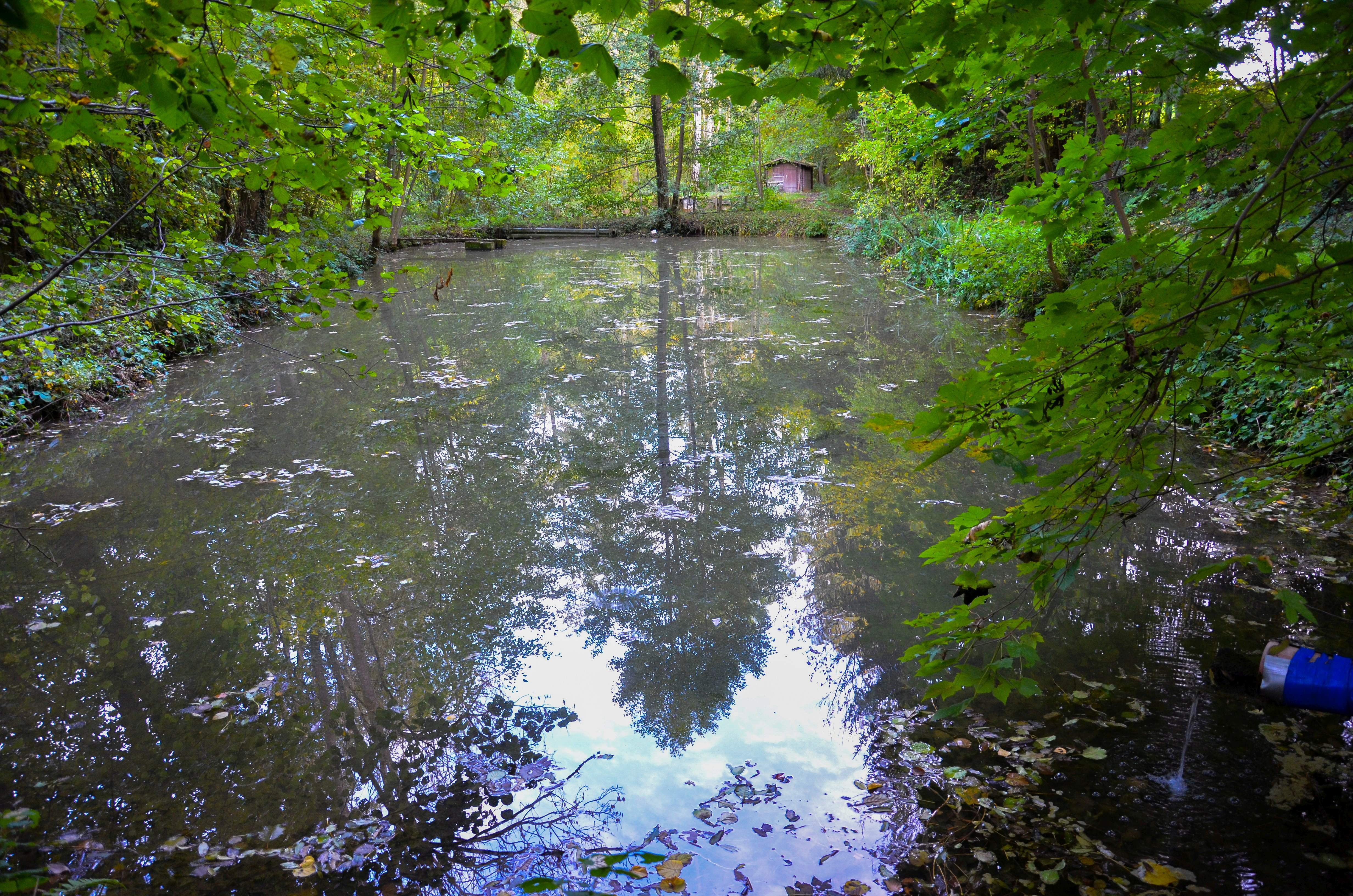
Forellenteich des SAV Gundelsheim in der Nähe von Tiefenbach